# Mehdi Dinvarzadeh
Mehdi Dinvarzadeh (en persa: مهدی دینورزاده‎; Rasht, Irán; 12 de marzo de 1955) es un exfutbolista y entrenador de fútbol de Irán que jugaba en la posición de defensa.

## Carrera

### Club
| Periodo   | Club           |
| --------- | -------------- |
| 1970–1972 | Shahbaz FC     |
| 1972–1976 | PAS Teherán FC |
| 1976–1986 | Shahin FC      |

### Selección nacional
Debutó con Irán en 1977. Participó en 26 partidos internacionales sin anotar goles y participó en la Copa Asiática 1980 donde fue elegido en el equipo ideal del torneo. Se retiraría en 1984 en un partido amistoso ante Turquía.

### Entrenador
| Periodo   | Club                 |
| --------- | -------------------- |
| 1990–1995 | Mehr Shemiran FC     |
| 1995–1996 | Payam Mashhad        |
| 1996–1997 | FC Aboomoslem        |
| 2006–2007 | Bargh Tehran FC      |
| 2007–2010 | Naft Tehran FC       |
| 2010      | Bargh Shiraz FC      |
| 2010–2011 | Damash Gilan FC      |
| 2011–2013 | Foolad Yazd FC       |
| 2013      | Shahrdari Ardabil FC |

## Logros

### Entrenador
Naft Tehran
- Liga Azadegan: 2009–10
- 2nd Division: 2008–09

Damash Gilan
- Liga Azadegan: 2010–11

Shahrdari Ardabil
- 2nd Division: 2013–14

### Individual
- Equipo Ideal de la Copa Asiática 1980.[4]